# Бегазы (могильник)
Могильник Бегазы — группа захоронений вождей племён и религиозных деятелей конца бронзового века, в 40 км к юго-востоку от села Актогай Актогайского района Карагандинской области Казахстана, на северо-востоке кладбища Бегазы. В 1947 и 1952 годах исследован Центрально-Казахстанской археологической экспедицией (рук. А. Х. Маргулан). Состоит из 6 огражденных курганов. Строения похожи друг на друга, но различаются по величине. Внешние размеры от 4×4 м до 9,6×9,6 м, квадратной формы, объём похоронной камеры от 2,2×2,2 м до 6×6 м. С обеих сторон обшиты большими плоскими камнями. Внутри комплекса имеются 2 могилы, отличающиеся внушительными размерами. Высота плоских камней, которыми обшиты внешние ограждения, составляет 2,5 м. Могилы разделены на несколько частей. Одна сторона для умершего, вторая имеет три опорные стойки в виде полки — для различных предметов и продуктов. Найдены бронзовые наконечники копья, каменная кетмень, каменный молоток, четыре кувшина и кости марала, архара, горного козла. Есть место, где сжигали останки умершего. Кувшины, найденные и комплексе Бегазы, отличаются от кувшинов андроновской культуры по форме и внешнему виду. Заколки, иголки, бусы, каменная точила, узорчатые и гладкие трубки из костей, три бронзовых наконечника для стрел свидетельствуют о том, что комплекс Бегазы был сооружён в 9—8 веках до н. э.
Мавзолейные сооружения Бегазы в Карагандинской области претендуют на включение в список Всемирного культурного наследия ЮНЕСКО.